# Desa Klumpit (administrativ by i Indonesien, Jawa Tengah, lat -6,61, long 110,97)
Desa Klumpit är en administrativ by i Indonesien.   Den ligger i provinsen Jawa Tengah, i den västra delen av landet, 500 km öster om huvudstaden Jakarta.